# Gianpaolo Grisandi
Gianpaolo Grisandi   (Ravenna, 4 de desembre de 1964 - 29 de gener de 2025) va ser un ciclista amateur italià. Va destacar en la pista on va aconseguir el Campionat del món de persecució per equips de 1985 o un sisè lloc, a la mateixa prova, als Jocs Olímpics de Seül.

## Palmarès
- 1983
  -  Campió d'Itàlia amateur en Persecució per equips
- 1985
  -  1r al Campionat del Món en pista de la prova de Persecució per equips (amb Silvio Martinello, Massimo Brunelli i Roberto Amadio)
  -  Campió d'Itàlia amateur en Persecució per equips
- 1986
  -  Campió d'Itàlia amateur en Persecució
- 1990
  -  Campió d'Itàlia amateur en Persecució